# Newsmill

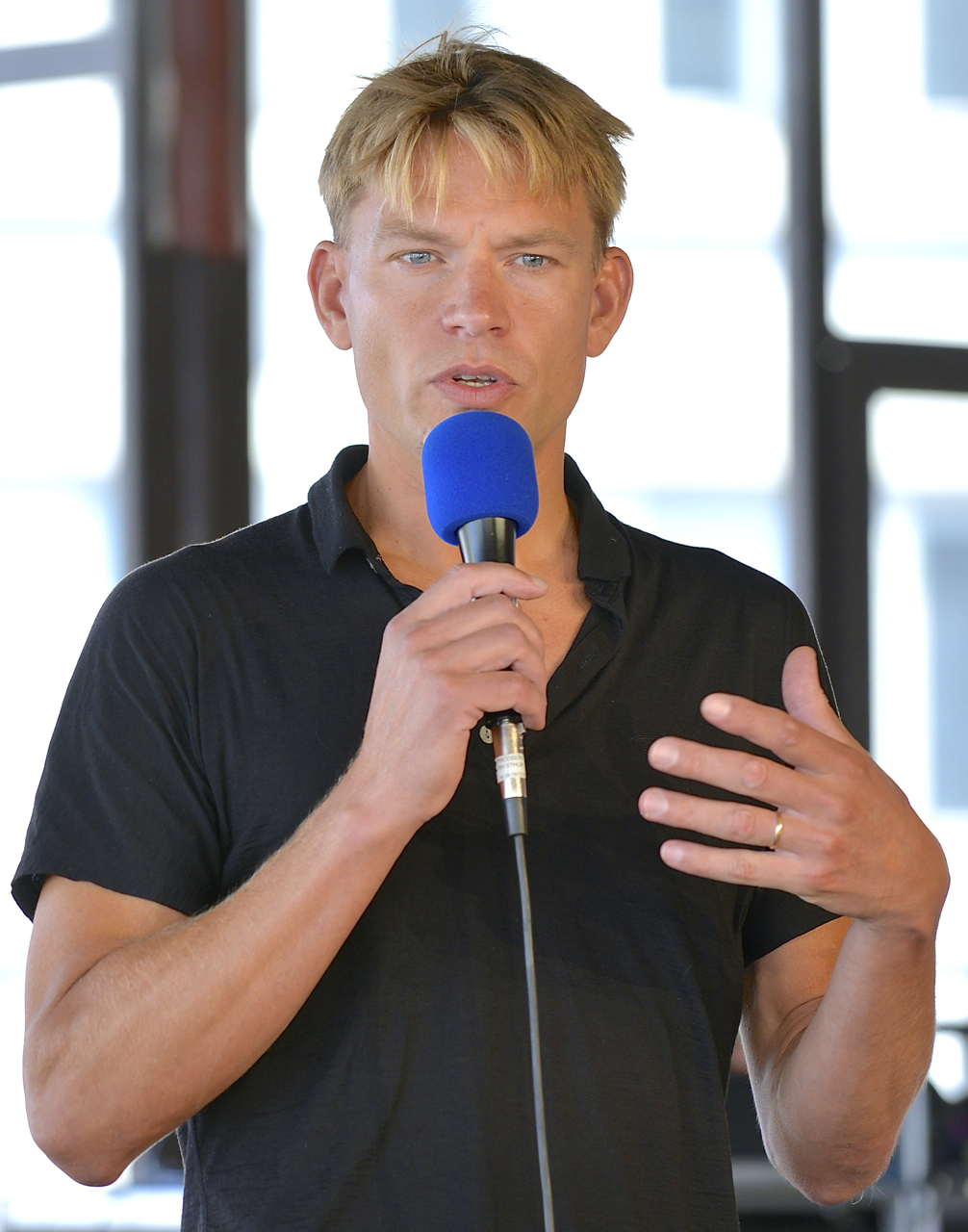
P.M. Nilsson i Ekots Valspecial kommenterar 2014 års valrörelse.

Newsmill var en svensk webbplats för "nyhetskommentarer och debatt". Den drevs mellan 2008 och 2013, till en början ägd av Bonnier Tidskrifter och senare närmare knuten till TV4 News. Chefredaktör och ansvarig utgivare var P.M. Nilsson.

## Historik
Newsmill öppnades för allmänheten 3 september 2008 och drevs av P.M. Nilsson (VD, chefredaktör och ansvarig utgivare), Sakine Madon (redaktionschef) och Patrik Kronqvist. Vidare var Annika Nordgren Christensen, tidigare riksdagsledamot för Miljöpartiet, marknadschef och tillika ansvarig för Newsmill Analys vilket startade hösten 2011. 
Webbplatsen ägdes fram till januari 2013 av Bonnier Tidskrifter och samarbetade tätt med Veckans Affärer, där Newsmill Analys publicerade två sidor i varje nummer. Under år 2013 knöts Newsmill till TV4 News. Den 12 juni 2013 tog webbplatsen "sommarstängt", och webbplatsen har sedermera stängts ner.
På Newsmill kunde man beställa artikelseminarier som publicerades med rosa bakgrund. För 50 000 kronor i veckan fick man garanterad publicering.

### Utmärkelser
Newsmill var en av tre nominerade till Stora journalistprisets kategori ”Årets förnyare” 2009. Motivering till nomineringen var att ”de vitaliserar opinionsjournalistiken, bjuder in publiken och fångar upp nya frågeställningar”. 
Nomineringen kritiserades av tidningen Journalisten och av vänsterpartisten Ali Esbati i en artikel i Aftonbladet. Esbati menade att även om Newsmill tar in texter från olika politiska inriktningar, från höga politiker till okända skribenter, så har högljudda reaktionärer funnit sig ännu en tummelplats på nätet i Newsmill.
När tidningen Internetworld i november 2008 utsåg Sveriges 100 bästa sajter, kom Newsmill på plats 45 med omdömet "bästa opinionssajt". Newsmill utsågs till bästa opinionssajt även 2009 och kom då på 36:e plats. Samma år nominerades Newsmill till Stora Journalistpriset i klassen årets förnyare.